# Linealidad

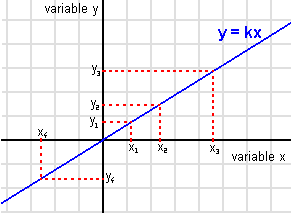
Función lineal cuyo dominio y contradominio son los números reales

En matemáticas, la linealidad se refiere a una propiedad abstracta definida tanto entre funciones como en espacios de cierto tipo, por la cual un objeto asociado a la suma de objetos puede ser expresado en términos de la suma de objetos asociados.

## Funciones sobre un anillo
Una función lineal definida sobre anillo {\displaystyle f(x)\;} es aquella que satisface las siguientes dos propiedades (ver más abajo Álgebra lineal para un uso ligeramente Diferente Al Término
- Propiedad aditiva: Si existen {\displaystyle f(x)\;} y {\displaystyle f(y)\;}, entonces {\displaystyle f(x+y)=f(x)+f(y)\;}. Se dice que {\displaystyle f} es un grupo isomorfo con respecto a la adición.
- Propiedad homogénea: {\displaystyle f(ax)=af(x)\;}, para todo número real a. Esto hace que la homogeneidad siga a la propiedad aditiva en todos los casos donde a es racional. En el caso de que la función lineal sea continua, la homogeneidad no es un axioma adicional para establecer si la propiedad aditiva está establecida. En esta definición x no es necesariamente  un número real, pero es en general miembro de algún espacio vectorial.

Si ambas propiedades se cumplen, se denomina: principio de superposición:
En general, se dice en Matemáticas que una función es lineal cuando cumple que la imagen de la suma es igual a la suma de las imágenes (esto es, {\displaystyle f(x+y)=f(x)+f(y)\;}) y cuando la imagen del múltiplo de un objeto es igual al múltiplo de la imagen (esto es {\displaystyle f(\lambda x)=\lambda f(x)\;}).

## Espacios vectoriales
La propiedad de linealidad está asociada al concepto de espacio vectorial, conjuntos en los que se definen dos operaciones, una interna (suma de vectores {\displaystyle x+y\;}) y otra externa (multiplicación por un escalar λx, en la que λ pertenece a un conjunto externo), de ahí que la propiedad de linealidad se exprese referida a estas dos operaciones.
Para comprobar la linealidad de una función {\displaystyle f(x)\;} no es necesario realizar la comprobación de las propiedades de homogeneidad y aditividad por separado, con mostrar que {\displaystyle f(ax+by)=af(x)+bf(y)\;} la linealidad queda demostrada.

### Operador lineal
El concepto de linealidad puede ser extendido al operador lineal. Ejemplos importantes de operaciones lineales incluyen a la derivada considerada un operador diferencial y muchos construidos de él, tal como el Laplaciano. Cuando una ecuación diferencial puede ser expresada en forma lineal, es particularmente fácil de resolver al romper la ecuación en pequeñas piezas, resolviendo cada una de estas piezas y juntando las soluciones.
Las ecuaciones no lineales y las funciones no lineales son de interés en la física y matemáticas debido a que son difíciles de resolver y dan lugar a interesantes fenómenos como la teoría del caos.

### Álgebra lineal
El Álgebra Lineal es la rama de las matemáticas que se encarga del estudio de los vectores, espacios vectoriales (o espacios lineales), transformaciones lineales y sistemas de ecuaciones lineales.
Con un uso ligeramente diferente del mencionado arriba, un polinomio de grado uno se dice que es lineal, porque la gráfica de la función es una línea recta. Sobre los reales una función lineal es de la forma 
{\displaystyle f(x)=mx+b\,}
{\displaystyle m} es usualmente llamada la pendiente o el gradiente; {\displaystyle b} es la intersección entre la gráfica y el eje independiente.
Nótese que este uso del término "lineal" no es el mismo que el usado arriba, porque los polinomios lineales sobre los números reales generalmente no satisfacen la aditividad o la homogeneidad. De hecho los polinomios los cumplen solo cuando b = 0, la función entonces es llamada función afín (véase más general, transformación afín).

## Física
En física, la linealidad es una propiedad de las ecuaciones diferenciales que gobiernan varios sistemas interesantes. Esta linealidad se encuentra por ejemplo en la teoría del potencial, las ecuaciones de Maxwell del electromagnetismo, la ecuación de la difusión y las ecuaciones de la elasticidad lineal.
En muchos problemas las ecuaciones de gobierno tienen la forma:

{\displaystyle {\mathcal {L}}(u_{f})=f}

Donde {\displaystyle u} es algún tipo de magnitud física incógnita asociada a una cierta fuente {\displaystyle f}, y {\displaystyle {\mathcal {L}}(\cdot )} es algún tipo de operador diferencial lineal. La linealidad del operador implica que si dos funciones {\displaystyle f} y {\displaystyle g} son funciones fuente distintas cuyas soluciones asociadas son {\displaystyle u_{f}} y {\displaystyle u_{g}}, la solución asociada a la suma {\displaystyle f+g} viene dada por la suma de soluciones {\displaystyle u_{f}+u_{g}}. Esta propiedad permite descomponer un problema en subproblemas más sencillos, de tal manera que la solución al problema original puede obtenerse como suma de las soluciones particulares de los subproblemas. La linealidad es una propiedad básica que deben poseer las ecuaciones para que sea aplicable el principio de superposición.

### Sistemas lineales
En Física es de particular interés el estudio de los sistemas lineales, es decir, aquellos en los que los efectos de la suma de entradas es igual a la suma de las salidas individuales y el efecto de una entrada múltiplo de otra es el mismo múltiplo del resultado de dicha entrada.
Más gráficamente, si un sistema es tal que cuando se introduce en el sistema A se obtiene como resultado As y cuando se introduce B se obtiene Bs el sistema es lineal sólo si al introducir A+B se obtiene As+Bs y al introducir k veces A se obtiene k veces As.
El interés en el estudio de estos sistemas se debe a la regularidad de sus resultados y a la predictibilidad de su funcionamiento. Por ejemplo, la mayor parte de los dispositivos electrónicos son, en su concepción, sistemas lineales. Los sistemas que se suelen incluir dentro de la denominada Teoría del Caos son, con frecuencia, no lineales.

### Electrónica
En Electrónica, la región de operación de un transistor es donde el emisor-colector de corriente está relacionado con la corriente de base por un simple factor a escala, permitiendo que el transistor sea usado como un amplificador de las señales eléctricas. También es usada de manera similar para describir regiones de cualquier función, matemática o física, que siguen una línea recta con una pendiente arbitraria.

### No-linealidad
Cuando un sistema físico está regido por ecuaciones algebraicas o diferenciales no-linales o la relación entre ciertas magnitudes no es lineal aparecen fenómenos de cierta complejidad. Además el estudio matemático de dichos sistemas se complica precisamente porque el principio de superposición no es aplicable, lo cual hace que en general no exista un procedimiento general de resolución, ampliamente aplicable.